# Rangamati
Rangamati è una città del Bangladesh appartenente alla divisione di Chittagong, nel Bangladesh sud-orientale. È situata nella regione delle colline di Chittagong nei pressi del fiume Karnaphuli.
Rangamati è collegata da una strada e dai traghetti fluviali con la città di Chittagong (50 km a sud-ovest). La città ospita centri per la lavorazione del riso e del cotone, ed è un mercato agricolo. Possiede un ospedale e un college governativo affiliato all'università di Chittagong.